# 陶山鈍翁
陶山 鈍翁（すやま どんおう、1658年1月1日（明暦3年11月28日） - 1732年8月14日（享保17年6月24日））は、江戸時代中期の儒者で、対馬府中藩（対馬藩）の農業振興に努めた人物。多くの農書も著している。諱は存（ながろう）、字は士道、通称は庄右衛門、別号は訥庵（とつあん）。

## 概要
対馬藩の儒医陶山玄育の子として対馬府中（厳原）に生まれ、11歳で木下順庵門下となり、学問と実践の合一を学んだ。対馬に帰郷後は、1699年（元禄12年）に第3代藩主宗義真の下で対馬藩郡奉行に就任した。
鈍翁は、対馬の農作物をイノシシの害から守るためイノシシの全滅計画を立て、「猪鹿追詰（いじかおいつめ）」として実行した。対馬全島を9つの区域に分け、柵をつくって1区ずつ全滅させる方法により、1709年（宝永6年）、全島のイノシシの全滅に成功した。当時は江戸幕府第5代将軍徳川綱吉により生類憐れみの令の出されている時であったので、鈍翁は死を覚悟して実行したという。人々とは鈍翁を「対馬聖人」と崇めた。
1924年（大正13年）、正五位を追贈された。

## 鈍翁の碑
鈍翁の生地である佐護郷の郷民は、儒者雨森芳洲に請願して、彼の功績を記した碑を建てたといわれる。

## 著書
- 『春秋大義』12巻
- 『老農類語』3巻
- 『通鑑綱目大義』32巻
- 『艮止説』2巻
- 『財用問答』2巻
- 『水利問答』
- 『訥庵雜録』6巻